# نوا يورمالا
نادي نوا يورمالا لكرة القدم (FK Noah Jūrmala) هو نادي كرة قدم لاتفي، تأسس سنة 2017.